# Transilien J
Transilien lijn J is een lijn van de Transilien in de regio Île-de-France. Hij verbindt Parijs, Ermont - Eaubonne, Gisors-Embranchement, Mantes-la-Jolie en Vernon - Giverny. Deze lijn wordt geëxploiteerd door de SNCF, is 235 km lang, en kent 193.000 passagiers per dag.

## Exploitatie
Transilien lijn J is een heel netwerk. Een deel heeft als beginstation Paris Saint-Lazare en rijdt daarna door naar Vernon - Giverny via Poissy en Mantes-la-Jolie. Een ander deel heeft als beginpunt Paris Saint-Lazare en loopt dan door tot Argenteuil, waar een gedeelte zich afsplitst richting Ermont-Eaubonne en een ander gedeelte verdergaat naar Conflans-Sainte-Horine waar de rest van de lijn zich in tweeën splitst: een deel gaat naar Mantes-la-Jolie en een ander deel gaat naar Gisors-Embranchement.
De lijn wordt geëxploiteerd in groepen:
- Groupe IV: Paris Saint-Lazare - Ermont-Eaubonne ;
- Groupe V: Paris Saint-Lazare - Mantes-la-Jolie via Poissy ;
- Groupe VI: Paris - Mantes-la-Jolie via Conflans

Deze groepen zijn gebaseerd op de ligging van de betreffende lijnen ten westen van het station Paris Saint-Lazare. De groepen zijn genummerd van II tot en met VI (voorheen I t/m VI, groep I is de tegenwoordig gesloten Ligne d'Auteuil). De groepen zijn verdeeld over de Transilien-lijnen J en lijn L.
De lijn wordt geëxploiteerd tussen 5 uur 's ochtends en 1 uur 's nachts, elke dag van het jaar, met achttien locomotieven BB 17000 in combinatie met treinstammen RIB, drieënveertig locomotieven BB 27300 in combinatie met treinstammen VB 2N en zeven treinstellen Z 20500. Bij wijze van uitzondering wordt de dienst soms verlengd tot aan de volgende ochtend, ter gelegenheid van belangrijke gebeurtenissen zoals muziekfestivals en nieuwjaarsnacht. Bij deze gelegenheid wordt de dienst, getiteld "Nuit Festive", gereden tussen Parijs en Ermont-Eaubonne en tussen Pontoise en Mantes-la-Jolie via Poissy met een frequentie van een trein per uur gedurende de nacht. Daarnaast rijdt er ook een shuttlebus tussen Conflans-Sainte-Horine en Mantes-la-Jolie, deze rijdt een keer per uur.

## Overzicht van de lijn
Het voorstadsnetwerk van Station Paris Saint-Lazare kent vele spoorlijnen. Deze spoorlijnen zijn verdeeld in groepen, die allemaal hun eigen sporen hebben op station Paris Saint-Lazare en daar vlak buiten. Deze groepen zijn genummerd van II tot en met VI (voorheen I t/m VI, groep I is de tegenwoordig gesloten Ligne d'Auteuil). De groepen zijn verdeeld over de Transilien-lijnen lijn J en lijn L, waarbij lijn J over de groepen IV, V en VI rijdt.

### De groepen IV et VI

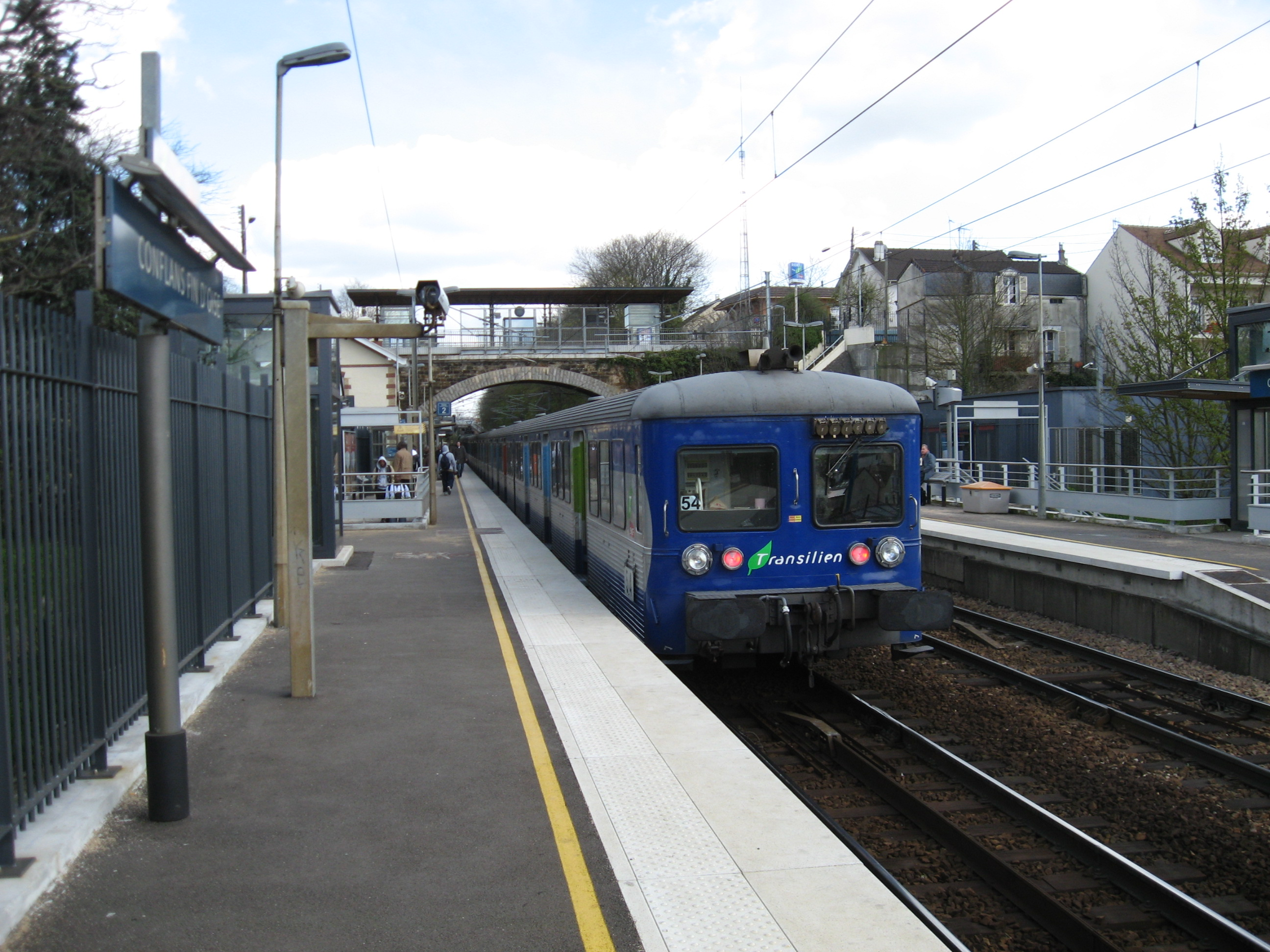
In Conflans-Fin d’Oise.

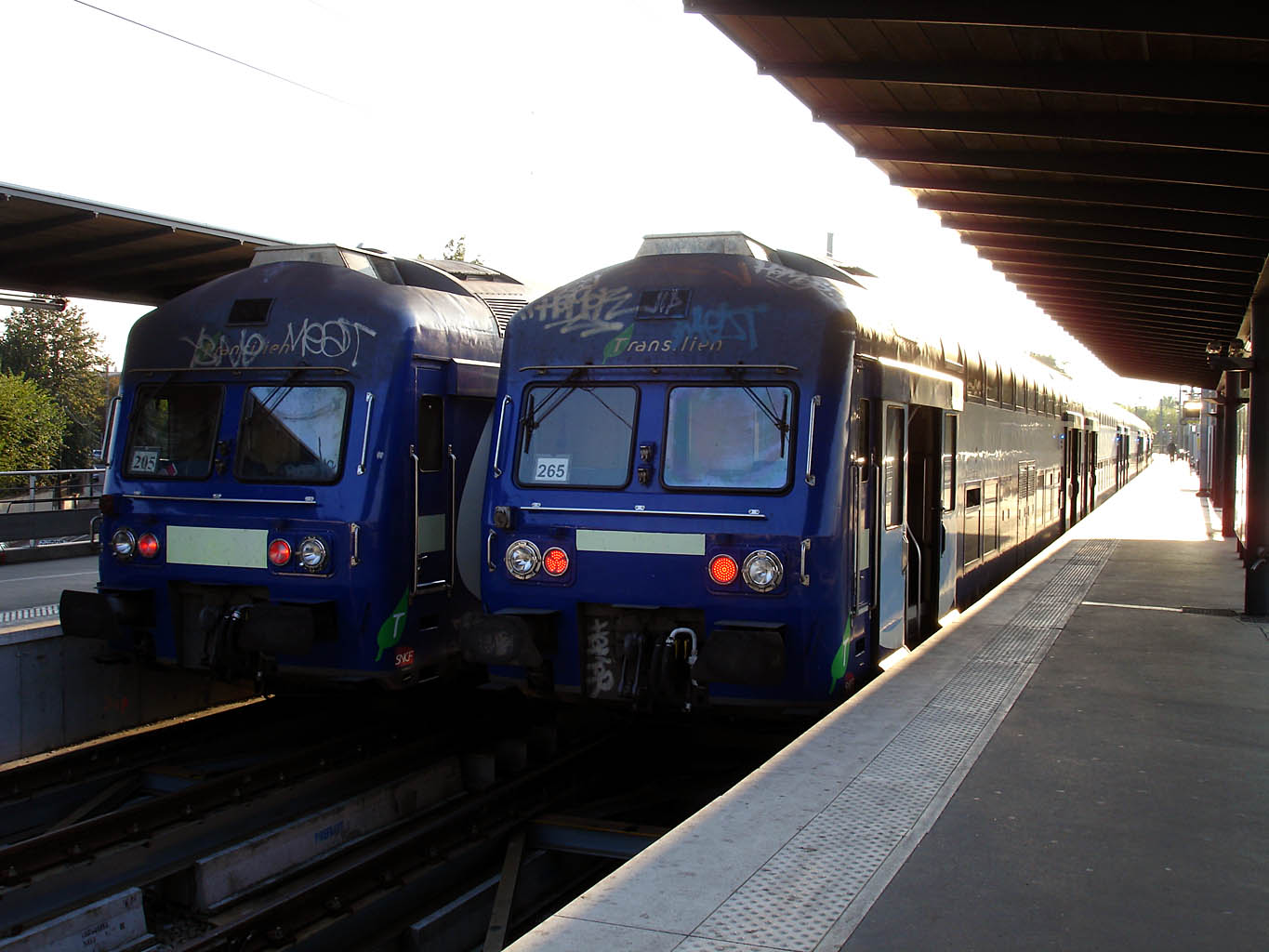
Op Ermont - Eaubonne.

Paris Saint-Lazare - Ermont - Eaubonne (Groep IV) 
 Paris Saint-Lazare - Gisors-Embranchement - Mantes-la-Jolie via  Conflans-Sainte-Honorine (Groep VI):
|  |   |  |   |   |  |  | Station                                  | Zone | Plaatsen                         | Overstappen                        |
|  | - |  | - | - |  |  | ---------------------------------------- | ---- | -------------------------------- | ---------------------------------- |
|  | o |  |   |   |  |  | Mantes-la-Jolie                          | 5    | Mantes-la-Jolie, Mantes-la-Ville | TER Haute-Normandie Grandes lignes |
|  | o |  |   |   |  |  | Mantes-Station                           | 5    | Mantes-la-Jolie, Mantes-la-Ville | Trans J                            |
|  | o |  |   |   |  |  | Limay                                    | 5    | Limay                            |                                    |
|  | o |  |   |   |  |  | Issou - Porcheville                      | 5    | Issou, Porcheville               |                                    |
|  | o |  |   |   |  |  | Gargenville                              | 5    | Gargenville                      |                                    |
|  | o |  |   |   |  |  | Juziers                                  | 5    | Juziers                          |                                    |
|  | o |  |   |   |  |  | Meulan - Hardricourt                     | 5    | Hardricourt                      |                                    |
|  | o |  |   |   |  |  | Thun-le-Paradis                          | 5    | Meulan-en-Yvelines               |                                    |
|  | o |  |   |   |  |  | Vaux-sur-Seine                           | 5    | Vaux-sur-Seine                   |                                    |
|  | o |  |   |   |  |  | Triel-sur-Seine                          | 5    | Triel-sur-Seine                  |                                    |
|  | o |  |   |   |  |  | Chanteloup-les-Vignes                    | 5    | Chanteloup-les-Vignes            |                                    |
|  | o |  |   |   |  |  | Andrésy                                  | 5    | Andrésy                          |                                    |
|  | o |  |   |   |  |  | Maurecourt                               | 5    | Andrésy                          |                                    |
|  | o |  |   |   |  |  | Conflans-Fin-d’Oise                      | 5    | Conflans-Sainte-Honorine         | RER A Trans L                      |
|  |   |  | o |   |  |  | Gisors-Embranchement                     | *    | Gisors                           | TER Haute-Normandie                |
|  |   |  | o |   |  |  | Trie-Château                             | *    | Trie-Château                     |                                    |
|  |   |  | o |   |  |  | Chaumont-en-Vexin                        | *    | Chaumont-en-Vexin                |                                    |
|  |   |  | o |   |  |  | Liancourt-Saint-Pierre                   | *    | Liancourt-Saint-Pierre           |                                    |
|  |   |  | o |   |  |  | Lavilletertre                            | *    | Lavilletertre                    |                                    |
|  |   |  | o |   |  |  | Chars                                    | 5    | Chars                            |                                    |
|  |   |  | o |   |  |  | Santeuil - Le Perchay                    | 5    | Santeuil                         |                                    |
|  |   |  | o |   |  |  | Us                                       | 5    | Us                               |                                    |
|  |   |  | o |   |  |  | Montgeroult - Courcelles                 | 5    | Montgeroult                      |                                    |
|  |   |  | o |   |  |  | Boissy-l'Aillerie                        | 5    | Boissy-l'Aillerie                |                                    |
|  |   |  | o |   |  |  | Osny                                     | 5    | Osny                             |                                    |
|  |   |  | o |   |  |  | Pontoise                                 | 5    | Pontoise                         | RER C Trans H                      |
|  |   |  | o |   |  |  | Saint-Ouen-l'Aumône-Quartier de l'Église | 5    | Saint-Ouen-l'Aumône              |                                    |
|  |   |  | o |   |  |  | Éragny - Neuville                        | 5    | Éragny                           |                                    |
|  | o |  |   |   |  |  | Conflans-Sainte-Honorine                 | 5    | Conflans-Sainte-Honorine         |                                    |
|  | o |  |   |   |  |  | Herblay                                  | 4    | Herblay                          |                                    |
|  | o |  |   |   |  |  | La Frette - Montigny                     | 4    | La Frette-sur-Seine              |                                    |
|  | o |  |   |   |  |  | Cormeilles-en-Parisis                    | 4    | Cormeilles-en-Parisis            |                                    |
|  | o |  |   |   |  |  | Val-d'Argenteuil                         | 4    | Argenteuil                       |                                    |
|  |   |  |   | o |  |  | Ermont - Eaubonne                        | 4    | Ermont, Eaubonne                 | RER C Trans H                      |
|  |   |  |   | o |  |  | Sannois                                  | 4    | Sannois                          |                                    |
|  | o |  |   |   |  |  | Argenteuil                               | 4    | Argenteuil                       |                                    |
|  | o |  |   |   |  |  | Le Stade                                 | 3    | Colombes                         |                                    |
|  | o |  |   |   |  |  | Colombes                                 | 3    | Colombes                         |                                    |
|  | o |  |   |   |  |  | Bois-Colombes                            | 3    | Bois-Colombes                    |                                    |
|  | o |  |   |   |  |  | Asnières-sur-Seine                       | 3    | Asnières-sur-Seine               | Trans L                            |
|  | o |  |   |   |  |  | Paris Saint-Lazare                       | 1    | Parijs, 8e arrondissement        | TER Haute-Normandie Grandes lignes |

(De donker gekleurde stations zijn eindbestemming tijdens sommige missies)

### Groep V

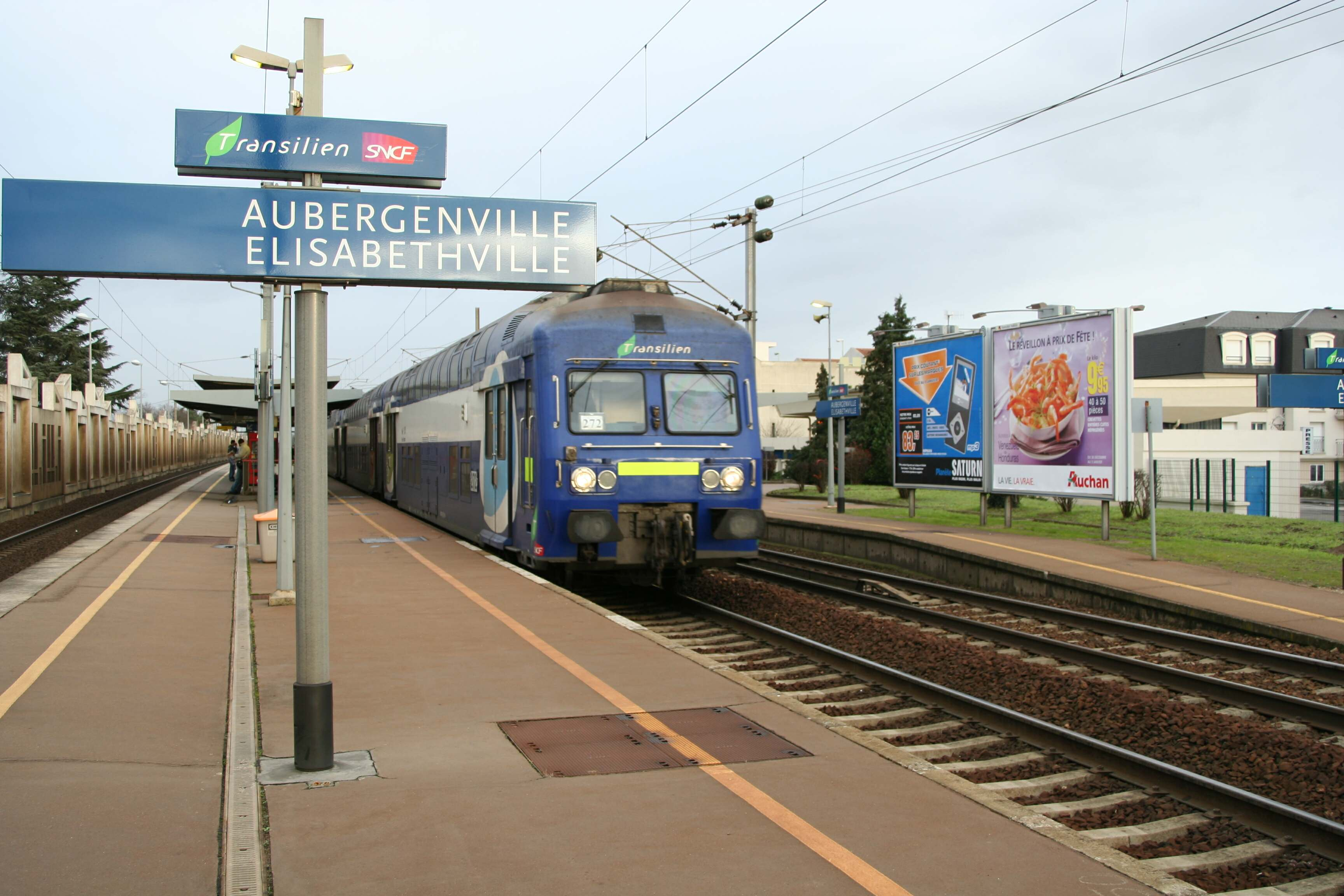
In Aubergenville-Élisabethville.

Paris Saint-Lazare - Mantes-la-Jolie (via Poissy) - Vernon - Giverny:
|  |   |  | Station                        | Zone | Plaatsen                         | Overstappen                        |
|  | - |  | ------------------------------ | ---- | -------------------------------- | ---------------------------------- |
|  | o |  | Vernon - Giverny               | *    | Vernon                           | TER Haute-Normandie                |
|  | o |  | Bonnières                      | 5    | Bonnières-sur-Seine              | TER Haute-Normandie                |
|  | o |  | Rosny-sur-Seine                | 5    | Rosny-sur-Seine                  | TER Haute-Normandie                |
|  | o |  | Mantes-la-Jolie                | 5    | Mantes-la-Jolie, Mantes-la-Ville | TER Haute-Normandie Grandes lignes |
|  | o |  | Mantes-Station                 | 5    | Mantes-la-Jolie, Mantes-la-Ville | Trans J                            |
|  | o |  | Épône - Mézières               | 5    | Épône, Mézières-sur-Seine        | Trans N                            |
|  | o |  | Aubergenville-Élisabethville   | 5    | Aubergenville                    |                                    |
|  | o |  | Les Mureaux                    | 5    | Les Mureaux                      |                                    |
|  | o |  | Les Clairières de Verneuil     | 5    | Verneuil-sur-Seine               |                                    |
|  | o |  | Vernouillet - Verneuil         | 5    | Verneuil-sur-Seine               |                                    |
|  | o |  | Médan                          | 5    | Médan                            | (Station gesloten voor reizigers)  |
|  | o |  | Villennes-sur-Seine            | 5    | Villennes-sur-Seine              |                                    |
|  | o |  | Poissy                         | 5    | Poissy                           | RER A                              |
|  | o |  | Achères-Grand Cormier          | 5    | Achères                          | RER A                              |
|  | o |  | Houilles - Carrières-sur-Seine | 4    | Houilles, Carrières-sur-Seine    | RER A Trans L                      |
|  | o |  | Paris Saint-Lazare             | 1    | Parijs, 8e arrondissement        | TER Haute-Normandie Grandes lignes |

(De donker gekleurde stations zijn eindbestemming tijdens sommige missies)

## Missienamen
In tegenstelling tot treinen in Nederland en België, staat er op de treinen op het transilien-netwerk geen eindstation, maar een vierletterige code op de trein. Deze code heeft een betekenis:

#### Eerste letter: Bestemming van de trein
- A: Argenteuil
- C: Conflans-Sainte-Honorine
- E: Ermont - Eaubonne
- G: Gisors-Embranchement
- K: Cormeilles-en-Parisis
- L: Les Mureaux
- M: Mantes-la-Jolie
- P: Paris Saint-Lazare
- T: Pontoise
- V: Vernon Eure
- Y: Boissy-l'Aillerie

#### 2e, 3e et 4e letter
Op het ogenblik zit er geen logica in het gebruik van deze letters.
| Bestemming               | Missie codes |
| ------------------------ | --- |
| Argenteuil               | AORA |
| Conflans-Sainte-Honorine | COLA, COFA |
| Ermont - Eaubonne        | EAPE |
| Gisors-Embranchement     | GECA, GETO, GEXI, GOCA, GULE, GUMI, GUMO |
| Cormeilles-en-Parisis    | KAZA, KOZA |
| Les Mureaux              | LOLA |
| Mantes-la-Jolie          | MALA, MELU, MICA, MIMA, MOCA, MOGA, MOLE |
| Paris Saint-Lazare       | PACA, PACE, PACI, PACK, PACY, PALE, PAPE, PAVE, PECI, PELE, PEMI, PENA, PENU, PERA, PETO, PETU, PICA, PICO, PILA, PIZA, POCA, POCI, POLA, PORA, PUCE, PUCI, PULE |
| Pontoise                 | TOCA, TOMI, TORA |
| Vernon Eure              | VERN |
| Boissy-l'Aillerie        | YECA, YOLA |

## Materieel
De dienstregeling op lijn J wordt verzorgd door:

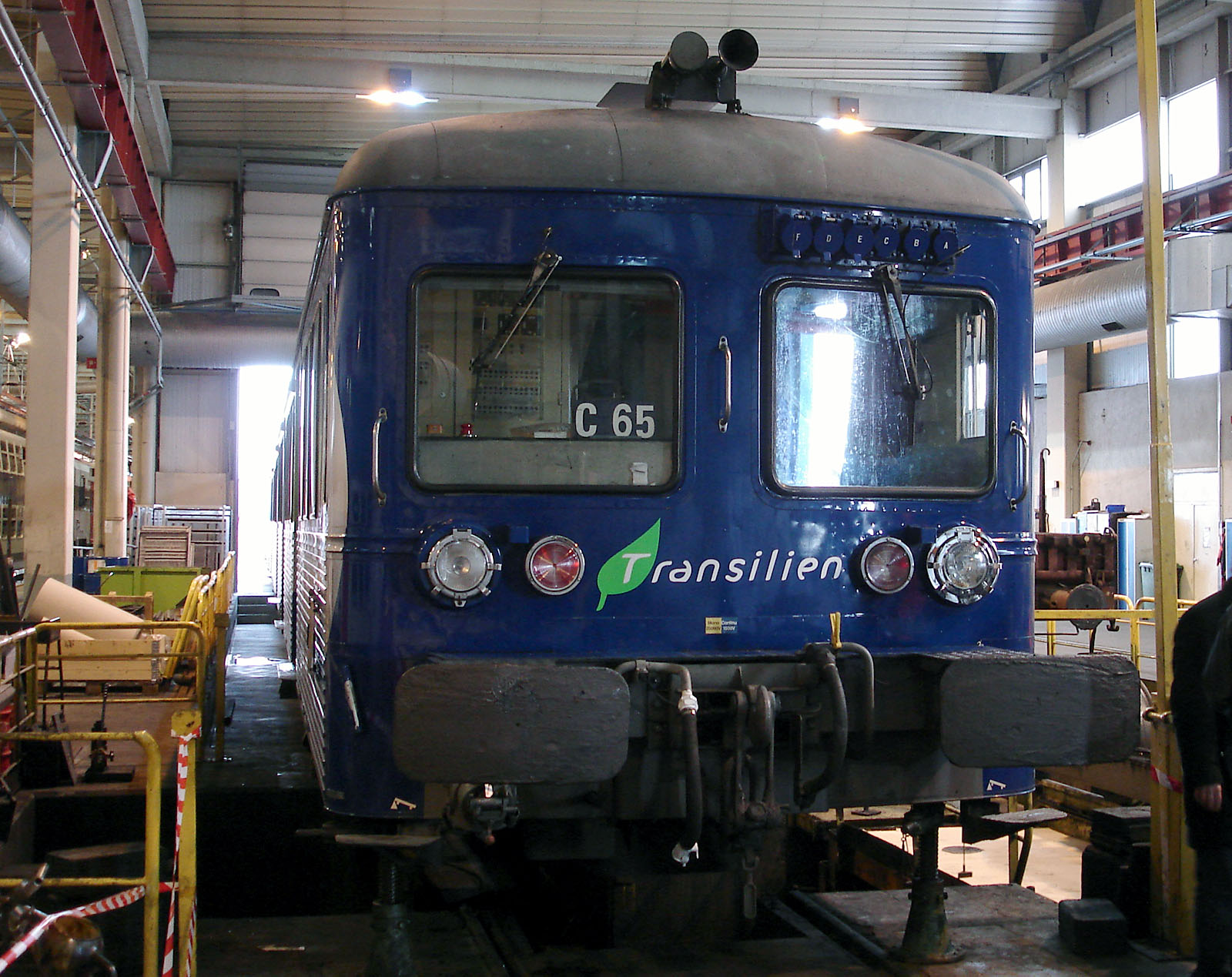
In het depot

Locomotieven BB 17000 in combinatie met treinstammen RIB
Deze combinaties doen dienst op de groepen IV en VI, dus niet op de groep V vanwege capaciteitsgebrek. De treinstammen zullen in de toekomst vervangen worden door de nieuwe Z 50000 "Francilien" treinstellen (zie toekomst).

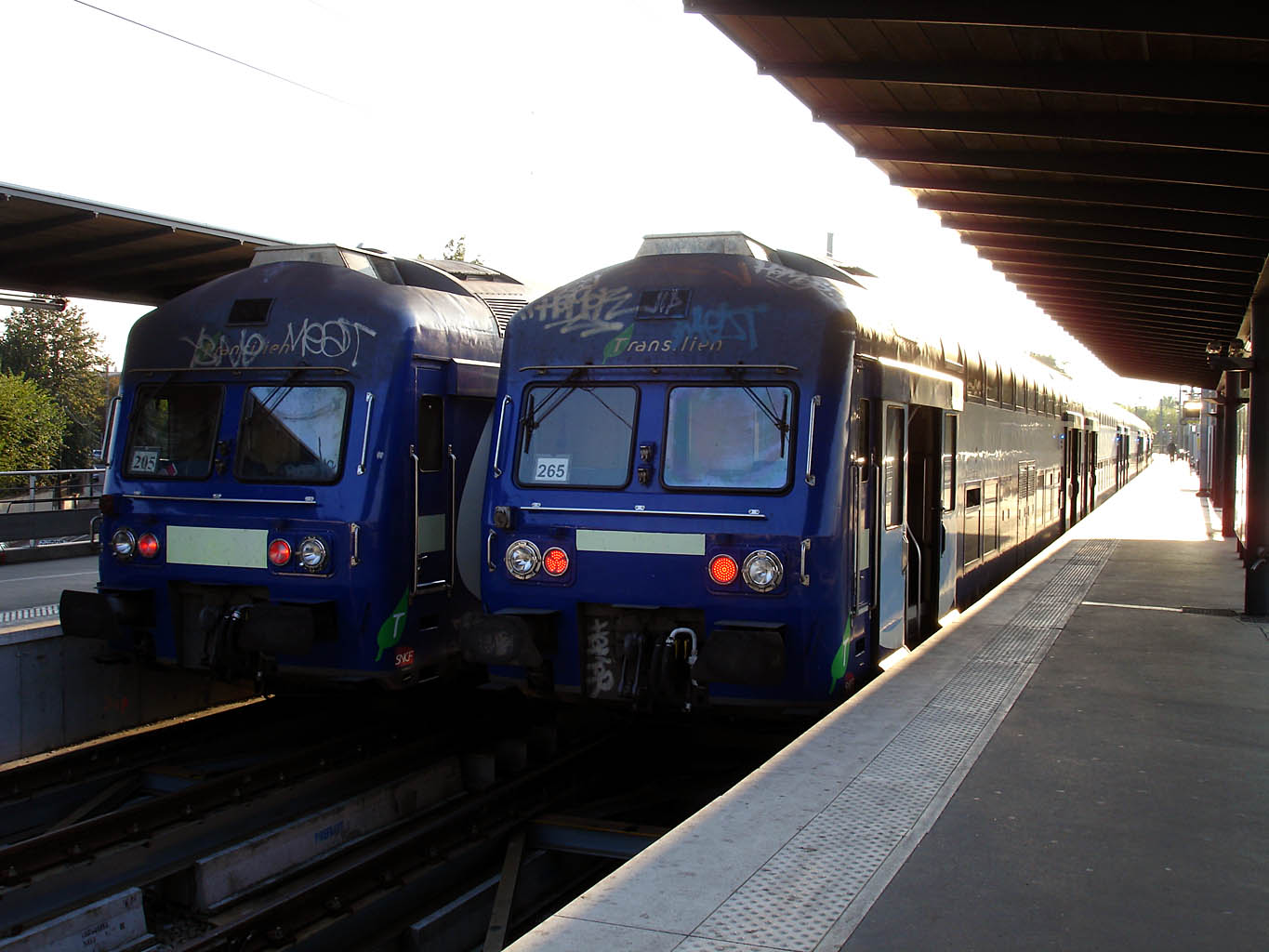
Op Station Ermont - Eaubonne

Locomotieven BB 27300 in combinatie met treinstammen VB 2N

Deze combinaties doen dienst op alle groepen. De trek-duw stammen bestaan uit zes rijtuigen, in tegenstelling tot op de andere Transilien-lijnen vanwege de kortere perrons op de lijn, vooral op station Paris Saint-Lazare
Treinstellen Z 20500 

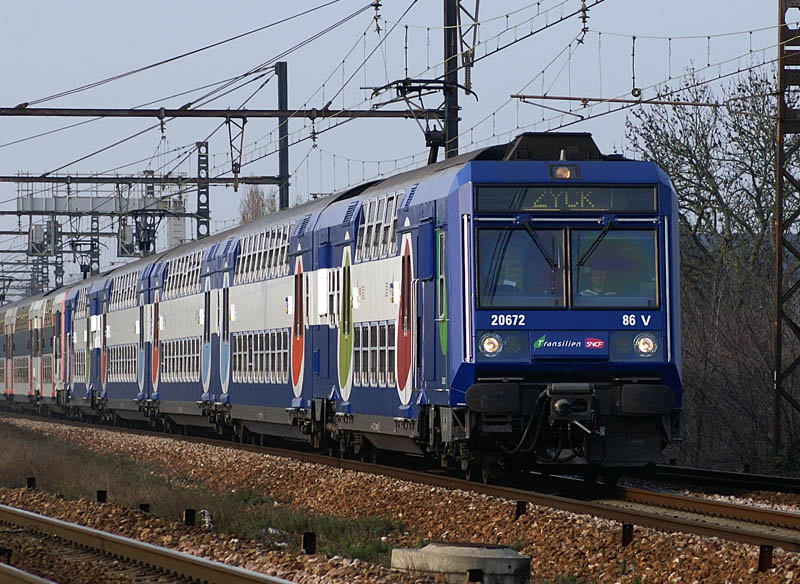

Deze treinstellen doen alleen dienst op groep V. De treinen zullen met de komst van de nieuwe Z 50000 "Francilien" treinstellen (zie toekomst) overgeplaatst worden naar de RER D.

## Toekomst

### De Francilien

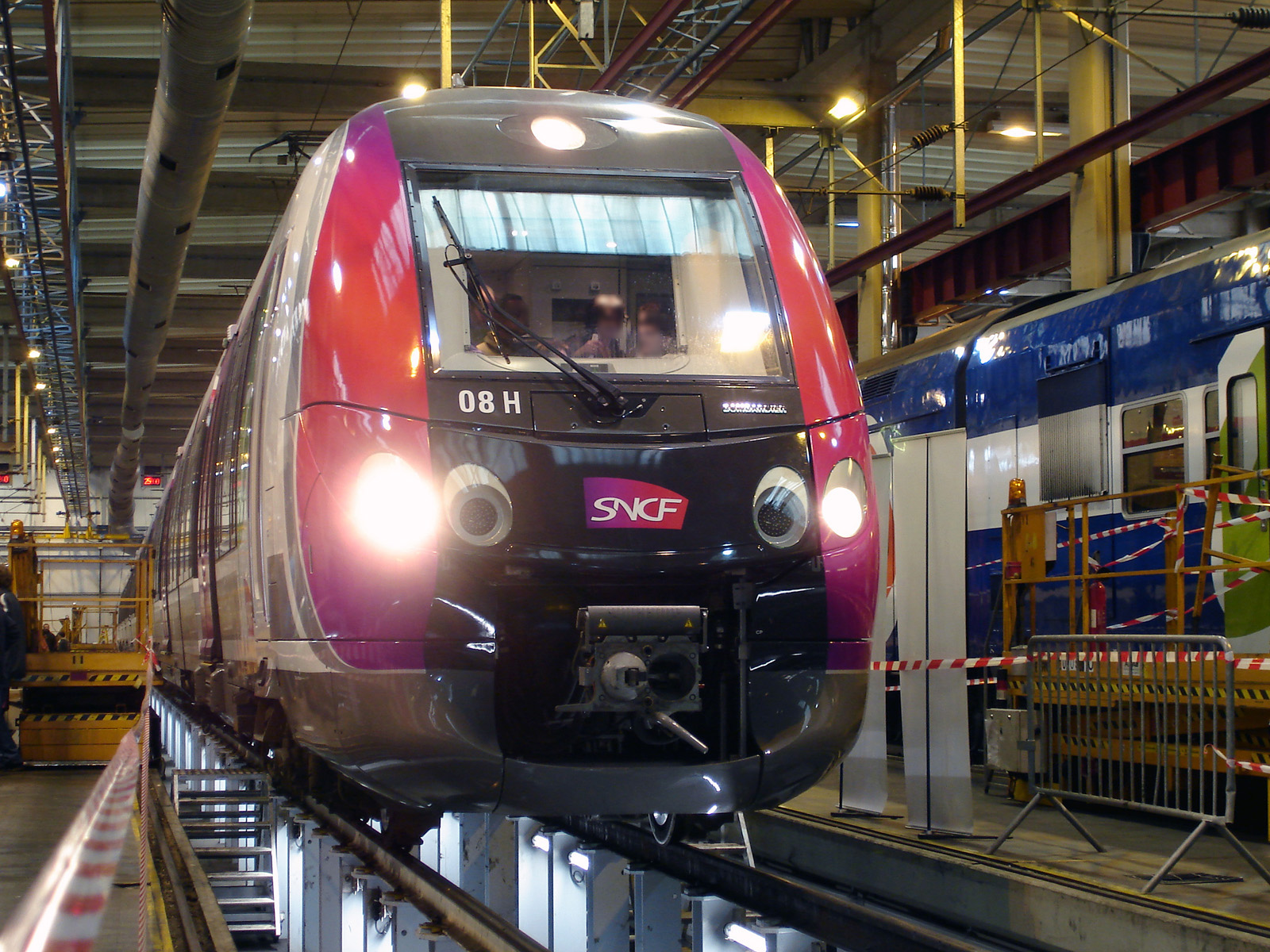
de Francilien

Tussen januari 2013 en oktober 2014 ontvangt de lijn 55 treinstellen Z 50000-materieel, een type trein van de nieuwste generatie. De treinstellen hebben zeven wagons en zijn 94,31 meter lang. Dit in tegenstelling tot andere treinstellen van dit type, vanwege kortere perrons op station Saint-Lazare. De treinen hebben door de kortere lengte een capaciteit van 800 personen, in plaats van 1000 bij hun langere broers. De komst van de treinstellen zal betekenen dat de Z 20500 treinstellen gerepositioneerd worden en dat de BB 17000 locomotieven, alsmede de RIB treinstammen buiten dienst gaan.

### Verlenging van deRER E
In juli 2009 heeft de Franse overheid bevestigt dat de RER E zal worden verlengd naar het station van Mantes-la-Jolie in 2017, als onderdeel van het project Grand Paris en als verbetering van het transportsysteem in Île-de-France. De bestaande tunnel onder Parijs zal worden verlengd van de lijn zijn huidige eindpunt Haussmann - Saint-Lazare tot aan Station La Défense. Tussen Nanterre en Mantes-la-Jolie neemt de lijn het traject dan over van transilien lijn J. De uitbreiding betekent vooral een frequentieverhoging naar Parijs-Centrum: er komt elke tien minuten een trein te rijden in de spits, met reistijden van 38 minuten voor een semi-directe trein en 50 minuten voor de stoptrein.